# Ministeri d'Universitats d'Espanya
El Ministeri d'Universitats d'Espanya és un dels departaments ministerials en els quals s'organitza l'Administració General de l'Estat d'Espanya, que assumeix la proposta i l'execució de les polítiques del Govern de la Nació relatives a l'ensenyament universitari, incloent-hi la representació i la participació als organismes de la Unió Europea i internacionals de la seva competència.
Des del 2021, el seu titular és Joan Subirats.

## Història

### Antecedents
Durant la primera legislatura, amb Adolfo Suárez com a president del Govern, es va crear un nou departament ministerial denominat Ministeri d'Universitats i Investigació. Aquest departament va agrupar dos grans àmbits competencials: les universitats i la ciència, per la qual, en realitat, és considerat el primer ministeri dedicat exclusivament a l'àmbit científic que hi va haver a Espanya.

## Estructura
El Departament s'estructura en:
- La Secretaria General d'Universitats.
  - El Gabinet Tècnic.
  - La Subdirecció General de Formació del Professorat Universitari i Programació.
  - La Subdirecció General de Títols i Ordenació, Seguiment i Gestió dels Ensenyaments Universitaris.
  - La Subdirecció General de Atenció al Estudiant i Relacions Institucionals.
  - La Subdirecció General d'Activitat Universitària Investigadora.
- La Sotssecretaria d'Universitats.
  - La Secretaria General Tècnica.
  - El Gabinet Tècnic.
  - La Subdirecció General de Gestió Econòmica, Oficina Pressupostària i Afers Generals.
  - La Subdirecció General de Personal i Inspecció de Serveis.

Com a òrgan de suport polític i tècnic a la persona titular del Ministeri, hi ha un Gabinet, amb nivell orgànic de Direcció General.

### Organismes adscrits
Del Ministeri depenen els següents òrgans i organismes, els quals estan adscrits a través de la Secretaria General:
- El Consell d'Universitats.
- La Conferència General de Política Universitària.
- El Consell d'Estudiants Universitari de l'Estat.
- El Col·legi d'Espanya a París.
- La Universitat Internacional Menéndez Pelayo.
- La Universitat Nacional d'Educació a Distància.
- L'Agència Nacional d'Avaluació de la Qualitat i Acreditació.
- El Servei Espanyol per a la Internacionalització de l'Educació.

## Titulares
- Manuel Castells Oliván (2020-2021)
- Joan Subirats Humet (2021-)[2]